# 永初 (东汉)
永初（元年：107年 - 末年：113年）是东汉安帝刘祜的第一个年号。汉朝使用这个年号时间共计七年。
延平元年八月汉安帝即位沿用延平年号，次年正月初一（107年2月10日）改元永初。

## 纪年
| 永初 | 元年  | 二年  | 三年  | 四年  | 五年  | 六年  | 七年  |
| ---- | ----- | ----- | ----- | ----- | ----- | ----- | ----- |
| 公元 | 107年 | 108年 | 109年 | 110年 | 111年 | 112年 | 113年 |
| 干支 | 丁未  | 戊申  | 己酉  | 庚戌  | 辛亥  | 壬子  | 癸丑  |

## 参看
- 中国年号列表
- 其他时期使用的永初年号

| 前一年號： 延平 | 中国年号 | 下一年號： 元初 |